# Anton Kravchenko
Anton Sergiyovich Kravchenko (tiếng Ukraina: Антон Сергійович Кравченко; sinh ngày 23 tháng 3 năm 1991 ở Dnipropetrovsk, CHXHCNXV Ukraina) là một hậu vệ bóng đá Ukraina, thi đấu cho câu lạc bộ tại Süper Lig Kardemir Karabükspor.
Anh trai của anh, Kostyantyn Kravchenko, cũng là một cầu thủ bóng đá.